# Peter Flodin
Peter Lars Olof Flodin, född 10 januari 1955 i Spånga församling, Stockholm, är en svensk journalist. År 2012 skrev han boken Mitt Guld tillsammans med Hammarbyaren Göran Paulsson.

## Karriär
Flodin gick på journalisthögskolan 1976–1978, jobbade sen som reporter på Skånska Dagbladet. Mellan åren 1978 och 1993 var han redigerare och reporter på Aftonbladet, där han bland annat var en av de första journalisterna som skrev om TV-mediet[källa behövs]. 1993 blev han radioproducent på Sveriges Radio och var upphovsmakare till Folkradion och Radiohuset i P3.
Flodin producerade mellan åren 1995–1996 Måndagsklubben, med Claes Malmberg och Lennie Norman i Kanal 5. Mellan åren 1996 och 2010 jobbade Flodin som TV-producent och redaktör på TV4-Sporten, där han bland annat producerade stora evenemang: VM i Fotboll, herrar/damer, VM i handboll, herrar/damer, VM i friidrott, Elitserien i ishockey, Allsvenskan i fotboll, Elitserien i handboll, Elitserien i bandy, samt dagliga nyhetssändningar och Sporten på söndagar[källa behövs]. Sedan 2010 arbetar han som frilansjournalist.